# Dmytriwka (rejon izmailski)
Dmytriwka (ukr. Дмитрівка) – wieś na Ukrainie, w obwodzie odeskim, w rejonie izmailskim, w hromadzie Kilia. Miejscowość etnicznie mołdawska.
W 2001 liczyła 3144 mieszkańców, spośród których 74 wskazało jako ojczysty język ukraiński, 49 rosyjski, 2901 mołdawski, 40 rumuński, 12 bułgarski, 1 białoruski, 4 gagauski, 35 romski, 1 słowacki, a 27 inny.